# Lex Luthor
Alexander Joseph "Lex" Luthor là nhân vật siêu ác nhân hư cấu xuất hiện trong truyện tranh Mỹ, phát hành bởi DC Comics và là kẻ thù của Superman. Nhân vật được tạo ra bởi Jerry Siegel và Joe Shuster, lần đầu tiên xuất hiện trong Action Comics #23 (tháng 4 năm 1940). Hắn là một tỷ phú Mỹ, nhà kinh doanh, nhà khoa học tài năng, nhà phát minh, nhà từ thiện và cũng là một trong những người thông minh nhất thế giới. Hắn có ý định giết chết Superman. Ngoài ra, hắn còn xung đột với Batman và các nhân vật siêu anh hùng khác trong Vũ trụ DC.
Lex Luthor là chủ sở hữu của tập đoàn LexCorp, thường xuất hiện với cái đầu hói. Hắn nổi tiếng nhờ các hoạt động từ thiện, tặng khoản tiền lớn cho thành phố Metropolis qua nhiều năm, tài trợ cho các công viên, các quỹ và các tổ chức từ thiện.

## Ngoài truyện tranh
Trong loạt phim truyền hình Thị trấn Smallville, Lex Luthor được diễn viên Michael Rosenbaum thủ vai trong giai đoạn 2001-2011.
Nhân vật được ngôi sao Jesse Eisenberg thủ vai trong phim điện ảnh Batman v Superman: Dawn of Justice (2016), Justice League (2017) và Zack Snyder's Justice League (2021) của Vũ trụ Điện ảnh DC Mở rộng (DCEU).